# Chód kaczkowaty
Chód kaczkowaty – neurologiczne zaburzenie chodu polegające na niedowładzie mięśni obręczy miednicy i ud, który powoduje że w trakcie chodzenia występuje kołysanie w biodrach i pojawia się utrudnienie (niekiedy znaczne) wchodzenia na schody.
Najczęściej występuje w przypadku dystrofii mięśniowej.
Występuje również w przypadku obustronnego zwichnięcia stawu biodrowego w przebiegu dysplazji stawu biodrowego.